# Liste der Kunstwerke im öffentlichen Raum in Graz/Jakomini
Diese Liste der Kunstwerke im öffentlichen Raum in Graz/Jakomini enthält die auf „OFFSITE_GRAZ“ (Oeffentliche Kunst seit fuenfundvierzig) gelisteten permanenten Kunstwerke im öffentlichen Raum (Public Art) im Grazer Stadtbezirk Jakomini. OFFSITE_GRAZ wurde im Auftrag der Stadt Graz, in Koordination mit dem Kulturamt, entwickelt und umfasst einen Zeitraum bis 2011.

## Profane Kunstwerke
| Foto  |                 | Name                                                                    | Typ     | Standort                                                                                    | Künstler                                                                                    | Datierung | Beschreibung                              | Metadaten          |
| ----- | --------------- | ----------------------------------------------------------------------- | ------- | ------------------------------------------------------------------------------------------- | ------------------------------------------------------------------------------------------- | --------- | ----------------------------------------- | ------------------ |
| ja    | Datei hochladen | Fassadengestaltung ID: 1323                                             |         | Kolping Jugendwohnhaus, Adolf-Kolping-Gasse 6 Standort                                      | Franz Rogler                                                                                | 1969      |                                           | Standort: Jakomini |
| BW    | Datei hochladen | Zeit ist Geld? ID: 1340                                                 |         | Finanzamt Graz-Umgebung, Adolf-Kolping-Gasse 7 Standort                                     | Eberhard Schrempf                                                                           | 1997/98   |                                           | Standort: Jakomini |
| BW    | Datei hochladen | 63 Jahre danach ID: 1772                                                | Projekt | Augarten (murseitig, vis à vis der Synagoge) Standort                                       | Jochen Gerz                                                                                 | 2010      |                                           | Standort: Jakomini |
| BW    | Datei hochladen | Wandgestaltung ID: 1471                                                 |         | SHS Bruckner (Brucknerschule), Brucknerstraße 49 Standort                                   | Oskar Pfob                                                                                  | 1983      |                                           | Standort: Jakomini |
| BW    | Datei hochladen | Aquarium ID: 1342                                                       |         | Finanzlandesdirektion Graz, Conrad-von-Hötzendorf-Straße 14-18 Standort                     | Michael Schuster                                                                            | 1996      | Ein Aquarium mit 1000 l Fassungsvermögen. | Standort: Jakomini |
| ja    | Datei hochladen | Der Himmel über uns – Die Erde unter uns ID: 1099                       |         | Technische Universität, Maschinentechnische Institute, Straßenraum, Inffeldgasse 9 Standort | Richard Kriesche                                                                            | 1994      |                                           | Standort: Jakomini |
| BW    | Datei hochladen | Schaukelobjekt ID: 1513                                                 |         | Technische Universität, Stiegenhaus, Inffeldgasse 10 Standort                               | Markus Wilfling                                                                             | 2001      |                                           | Standort: Jakomini |
| BW    | Datei hochladen | Stilles Wasser ID: 1512                                                 |         | Technische Universität, Bibliothek, Inffeldgasse 10 Standort                                | Markus Wilfling                                                                             | 2001      |                                           | Standort: Jakomini |
| BW    | Datei hochladen | Libellenflug ID: 899                                                    |         | Technische Universität, Informationstechnische Institute, Inffeldgasse 16a-16c Standort     | Marijke de Goey                                                                             | 2000      |                                           | Standort: Jakomini |
| ja    | Datei hochladen | Soax Lup ID: 959                                                        |         | Technische Universität, Maschinentechnische Institute, Inffeldgasse 25 Standort             | Bruno Gironcoli                                                                             | 1992      |                                           | Standort: Jakomini |
| ja    | Datei hochladen | Sitzender Merkur ID: 1029 HERIS-ID: 37080 Objekt-ID: 36151              |         | Steinfeldhaus, Jakominiplatz 16 Standort                                                    | Erwin Huber                                                                                 | 1967      |                                           | Standort: Jakomini |
| ja    | Datei hochladen | Fassadengestaltung ID: 1289                                             |         | Jauerburggasse 2 Standort                                                                   | Walter Pochlatko                                                                            | 1954      |                                           | Standort: Jakomini |
| ja    | Datei hochladen | Seelöwenbrunnen ID: 1286 HERIS-ID: 103644 Objekt-ID: 120161             |         | Josef-Pongratz-Platz 1 Standort                                                             | Walter Pochlatko                                                                            | 1966      |                                           | Standort: Jakomini |
| BW    | Datei hochladen | Glasfries ID: 1527                                                      |         | BORG und HAS Monsbergergasse, Südfassade, Monsbergergasse 16 Standort                       | Heimo Zobernig                                                                              | 1989      |                                           | Standort: Jakomini |
| ja    | Datei hochladen | Eingangsobjekt ID: 1103                                                 |         | BORG und HAS Monsbergergasse, Vorplatz, Monsbergergasse 16 Standort                         | Hans Kupelwieser                                                                            | 1989      |                                           | Standort: Jakomini |
| ja    | Datei hochladen | Fassadengestaltung ID: 1066                                             |         | Münzgrabenstraße 44 Standort                                                                | Alfred Kirchner                                                                             | 1966      |                                           | Standort: Jakomini |
| BW    | Datei hochladen | Skulptur m59 ID: 1564                                                   |         | Studentenhaus Münzgraben, Vorplatz, Münzgrabenstraße 59 Standort                            | Günter Echertorfer, Trinanes Hernan, Markus Königshofer, Wolfgang Novak, Friedrich Pernkopf | 1995      |                                           | Standort: Jakomini |
| BW    | Datei hochladen | Säule ID: 1207                                                          |         | Rotes Kreuz, Einsatzzentrum Graz, Münzgrabenstraße 151 Standort                             | Norbert Nestler                                                                             | 1981      |                                           | Standort: Jakomini |
| BW    | Datei hochladen | Fassadengestaltung ID: 1354                                             |         | Neuholdaugasse 56 Standort                                                                  | Fritz Silberbauer                                                                           | 1954      |                                           | Standort: Jakomini |
| BW    | Datei hochladen | Skulpturen ID: 1434                                                     |         | Bundesrealgymnasium Petersgasse, Petersgasse 110 Standort                                   | Jorrit Tornquist                                                                            | 1986      |                                           | Standort: Jakomini |
| ja    | Datei hochladen | 4 Elemente ID: 1306                                                     |         | Schießstattgasse 19 Standort                                                                | August Raidl                                                                                | 1956      |                                           | Standort: Jakomini |
| ja    | Datei hochladen | Fassadengestaltung ID: 924                                              |         | Schönaugasse 44 Standort                                                                    | Franz Felfer                                                                                | 1960      |                                           | Standort: Jakomini |
| BW    | Datei hochladen | Künstlerische Gestaltung (Monochromes Wandbild „Green“, „XTC“) ID: 1478 |         | Augarten Hotel, Clubraum, Schönaugasse 53 Standort                                          | Matta Wagnest                                                                               | 2000      |                                           | Standort: Jakomini |
| BW    | Datei hochladen | Clarence Anglin nach Giacometti: Jochen Rindt ID: 1443                  |         | Augarten Hotel, Dachterrasse, Schönaugasse 53 Standort                                      | Gustav Troger                                                                               | 2000      |                                           | Standort: Jakomini |
| ja BW | Datei hochladen | INTERFACE/SCHNITTSTELLE ID: 1163                                        |         | Augarten Hotel, Einfahrtszone, Schönaugasse 53 Standort                                     | Melitta Moschik                                                                             | 2001      |                                           | Standort: Jakomini |
| ja    | Datei hochladen | Glassconstruction No. II Blue Fountain ID: 1477                         |         | Augarten Hotel, Innenhof, Schönaugasse 53 Standort                                          | Matta Wagnest                                                                               | 2000      |                                           | Standort: Jakomini |
| BW    | Datei hochladen | Blaupol-Gelbfeldschweben ID: 897                                        |         | Augarten Hotel, Schwimmbad, Schönaugasse 53 Standort                                        | Gunter Damisch                                                                              | 2000      |                                           | Standort: Jakomini |
| BW    | Datei hochladen | Follow the Art ID: 1479                                                 |         | Augarten Hotel, Tiefgarage, Schönaugasse 53 Standort                                        | Matta Wagnest                                                                               | 2003      |                                           | Standort: Jakomini |
| BW    | Datei hochladen | Kubus ID: 1440                                                          |         | Augarten Hotel, Vorplatz, Schönaugasse 53 Standort                                          | Gerhard Trieb                                                                               | 2000      |                                           | Standort: Jakomini |
| ja    | Datei hochladen | Rose ID: 1501                                                           |         | Augarten Hotel, Vorplatz, Schönaugasse 53 Standort                                          | Franz West                                                                                  | 2000      |                                           | Standort: Jakomini |
| ja    | Datei hochladen | Fassadengestaltung ID: 1000                                             |         | Styria Druck- und Verlagshaus, Schönaugasse 64 Standort                                     | Fritz Hartlauer                                                                             | 1974      |                                           | Standort: Jakomini |
| BW    | Datei hochladen | Merkur ID: 1408                                                         |         | Styria Druck- und Verlagshaus, Hof, Schönaugasse 64, 66 Standort                            | Rudolf Szyszkowitz                                                                          | 1964      |                                           | Standort: Jakomini |
| BW    | Datei hochladen | Ohne Titel ID: 900                                                      |         | Styria Druck- und Verlagshaus, Stiegenaufgang, Schönaugasse 64, 66 Standort                 | Mario Decleva                                                                               | 1964      |                                           | Standort: Jakomini |
| ja    | Datei hochladen | Fassadengestaltung ID: 1250                                             |         | Schönaugasse 98 Standort                                                                    | Fritz Panzer                                                                                | 1986      |                                           | Standort: Jakomini |
| ja    | Datei hochladen | Fassadengestaltung ID: 1312                                             |         | Schönaugasse 115 Standort                                                                   | August Raidl                                                                                | 1967      |                                           | Standort: Jakomini |
| ja    | Datei hochladen | Wunderwelt der Kinder ID: 1069                                          |         | Steyrergasse 9 Standort                                                                     | Rudolf Kiss                                                                                 | 1966      |                                           | Standort: Jakomini |
| ja    | Datei hochladen | Berlinerin ID: 862                                                      |         | Technische Universität, Institutsgebäude Steyrergasse, Steyrergasse 30 Standort             | Siegfried Anzinger                                                                          | 1993      |                                           | Standort: Jakomini |
| ja    | Datei hochladen | Remise ID: 1424                                                         |         | Steyrergasse 113 Standort                                                                   | Wolfgang Temmel                                                                             | 1986      |                                           | Standort: Jakomini |
| BW    | Datei hochladen | Molekularorgel ID: 1788                                                 |         | TU-Graz, Neue Chemie, Stremayrgasse 24 Standort                                             | Constantin Luser                                                                            | 2010      | Adresse Stremayrgasse 16 nicht zutreffend | Standort: Jakomini |
| BW    | Datei hochladen | Farbkonzept Fassade ID: 1117                                            |         | Untere Bahnstraße 40-46 Standort                                                            | Gerhard Lojen                                                                               | 1984      |                                           | Standort: Jakomini |
| ja    | Datei hochladen | Vier Elemente ID: 1415                                                  |         | Ausbildungszentrum für Sozialberufe der Caritas, Wielandgasse 31 Standort                   | Rudolf Szyszkowitz                                                                          | 1967      |                                           | Standort: Jakomini |

## Sakrale Kunstwerke
| Foto |                 | Name                                             | Typ | Standort                                                                                               | Künstler           | Datierung | Beschreibung | Metadaten          |
| ---- | --------------- | ------------------------------------------------ | --- | --- | ------------------ | --------- | ------------ | ------------------ |
| ja   | Datei hochladen | 4 Evangelisten ID: 1297                          |     | St. Josef, Schönaugürtel 41 Standort                                                                   | Rudolf Pointner    | 1983      |              | Standort: Jakomini |
| BW   | Datei hochladen | Künstlerische Gestaltung ID: 1575                |     | Ausbildungszentrum für Soziale Berufe der Caritas, Kapelle Maria von Magdala, Wielandgasse 31 Standort | Minna Antova       | 2000      |              | Standort: Jakomini |
|      | Datei hochladen | Tabernakel, Kruzifix, Keramikfigur ID: 1147      |     | Frauenhelferinnen-Schule, Messkapelle Maria vom Guten Rat, Wielandgasse 31                             | Ulf Mayer          | 1967      |              | Standort: Jakomini |
|      | Datei hochladen | Die klugen und die törichten Jungfrauen ID: 1417 |     | Frauenhelferinnen-Schule, Messkapelle Maria vom Guten Rat, Wielandgasse 31                             | Rudolf Szyszkowitz | 1967      |              | Standort: Jakomini |

## Ehemalige Kunstwerke
| Foto |                 | Name                       | Typ | Standort                                     | Künstler     | Datierung | Beschreibung                                                                | Metadaten          |
| ---- | --------------- | -------------------------- | --- | -------------------------------------------- | ------------ | --------- | --------------------------------------------------------------------------- | ------------------ |
| ja   | Datei hochladen | Fassadengestaltung ID: 928 |     | Brockmanngasse 96 Standort                   | Edith Felice | 1968      | Das Keramikfries ist nach Renovierung der Hausfassade nicht mehr vorhanden. | Standort: Jakomini |
| ja   | Datei hochladen | Ursa Maior ID: 909         |     | Grazer Stadtwerke, Schönaugürtel 65 Standort | Fedo Ertl    | 1997      | Lichtinstallation ist auf Google Maps nicht mehr erkennbar.                 | Standort: Jakomini |

## Nicht realisierte Kunstwerke
| Foto |                 | Name                    | Typ | Standort                                                      | Künstler       | Datierung | Beschreibung                                                                                 | Metadaten          |
| ---- | --------------- | ----------------------- | --- | ------------------------------------------------------------- | -------------- | --------- | -------------------------------------------------------------------------------------------- | ------------------ |
| ja   | Datei hochladen | Vitrinenprojekt ID: 879 |     | HBLA für Mode und Bekleidungstechnik, Ortweinplatz 1 Standort | Guillaume Bijl | 1990er    | Die geplanten Installationen in vorhandenen Vitrinen der Modeschule wurden nicht realisiert. | Standort: Jakomini |

## Quelle
- OFFSITE_GRAZ. Oeffentliche Kunst seit fuenfundvierzig. Abgerufen am 11. März 2018.